# Iphigenia brasiliensis
Iphigenia brasiliensis is een tweekleppigensoort uit de familie van de Donacidae. De wetenschappelijke naam van de soort is voor het eerst geldig gepubliceerd in 1818 door Lamarck.